# Wiktor Iluchin
Wiktor Iwanowicz Iluchin (ros. Виктор Иванович Илюхин, ur. 1 marca 1949, zm. 19 marca 2011) – rosyjski polityk, jeden z liderów Komunistycznej Partii Federacji Rosyjskiej i deputowany do Dumy Państwowej.

## Życiorys
Z wykształcenia był prawnikiem, w okresie istnienia ZSRR pracował jako prokurator. W latach 1986−1991 pracował w Prokuraturze Generalnej ZSRR. W listopadzie 1991 roku wszczął śledztwo przeciwko Michaiłowi Gorbaczowowi, oskarżając go o zdradę i doprowadzenie do rozpadu państwa. Za wszczęcie śledztwa przeciw Gorbaczowowi został zwolniony z pracy. W październiku 1993 poparł pucz przeciw Jelcynowi. Od 1993 do śmierci zasiadał w Dumie Państwowej. W 1999 był jednym z inicjatorów odsunięcia od władzy Borysa Jelcyna.
W Polsce znany za sprawą negowania odpowiedzialności ZSRR za zbrodnię katyńską, winę za którą przypisywał Niemcom. Kilkukrotnie domagał się prowadzenia śledztwa w tej sprawie, zarzucał instytucjom rosyjskiego państwa fałszowanie historii i dokumentów świadczących o winie kierownictwa ZSRR.
KPRF poinformowała, że Iluchin zmarł z powodu ostrej niewydolności serca. Partia ta zasugerowała również możliwość udziału osób trzecich w zgonie, oskarżając władze o spowodowanie śmierci polityka. Domagała się również powołania parlamentarnej komisji specjalnej ds. śmierci Iluchina, której szefem miał zostać Iwan Mielnikow, ale na zapowiedziach się skończyło.
Iluchin był prezesem Fundacji Pomocy Międzyregionalnej dla Bezpieczeństwa Strategicznego (FSSB) − organizacji deklarującej się na swojej stronie internetowej, iż „zapewnia czekistowski korporacjonizm” i ma na celu stworzenie warunków dla upowszechniania i wdrażania bezpieczeństwa publicznego i państwowego oraz „dostosowanie obecnych i byłych oficerów bezpieczeństwa państwowego, funkcjonariuszy organów wymiaru sprawiedliwości oraz personelu wojskowego Sił Zbrojnych do nowych warunków życia”.
Pochowany na Cmentarzu Trojekurowskim.